# Південне Котабато
Південне Котабато (себ. Habagatang Kotabato; хіл. Bagatnan nga Kotabato) — провінція Філіппін у регіоні СОККСКСАРХЕН на острові Мінданао. Адміністративним центром є місто Коронадаль. Місто Хенераль-Сантос розташоване на березі затоки Сарангані, є найгустонаселенішим містом провінції, проте має незалежне від провінції самоуправління. Провінція Сарангані колись була частиною провінції Південний Котабато, поки вона не стала незалежною в 1992 році.

## Географія
Площа провінції становить 3 935,95 км2. Провінція розташована в південній частині острова Мінданао. Південний Котабато межує з провінцією Султанат-Кударат на півночі і заході, провінцією Сарангані — на півночі та північному сході, провінцією Південне Давао — на північному сході, на південному сході омивається водами затоки Сарангані.

### Адміністративний поділ
Адміністративно поділяється на 10 муніципалітетів та одне місто.

### Клімат
Південний Котабато має м'який, приємний клімат, без яскраво вираженого сухого або вологого періоду, і майже без тайфунів. Розподіл опадів протягом року рівномірний.

## Демографія
Згідно перепису 2015 року населення провінції становило 915 289 осіб. Близько 65% населення сповідує католицтво, 22% - протестанти, 6% - мусульмани. Найпоширенішими мовами є ґілігайнон, себуанська, магінданао, тагальська та англійська.